# لی چون هی
این یک نام کره‌ای است؛ نام خانوادگی لی است.
لی چون هی (انگلیسی: Lee Chun-hee؛ زادهٔ ۱۹ فوریهٔ ۱۹۷۹) هنرپیشه، بازیگر سینما، و بازیگر تلویزیون اهل کره جنوبی است.
از فیلم‌ها یا برنامه‌های تلویزیونی که وی در آن نقش داشته‌است می‌توان به امنیت ملی و مراقب ما باش، کاپیتان اشاره کرد.